# Epsilon Antliae
Epsilon Antliae (ε Antliae, förkortat Epsilon Ant, ε Ant), som är stjärnans Bayer-beteckning, är en ensam stjärna i den västra delen av stjärnbilden Luftpumpen. Den har en skenbar magnitud på +4,51 och är synlig för blotta ögat där ljusföroreningar ej förekommer. Baserat på parallaxmätningar i Hipparcos-uppdraget på 5,5 mas beräknas den befinna sig på ca 590 ljusårs (181 pc) avstånd från solen.

## Egenskaper
Epsilon Antliae är en orange till gul jättestjärna av spektralklass K3 IIIa Den har en radie som är ca 37 gånger större än solens och utsänder ca 1 280  gånger mera energi än solen från dess fotosfär vid en effektiv temperatur på ca 4 300 K.
Fotometriska mätningar under Hipparcos-uppdraget anger att Epsilon Antliae genomgår periodisk variation med 0,0034 magnituder med en period av 11,07941 dygn.